# Ischnopteris chlorosata
Ischnopteris chlorosata là một loài bướm đêm trong họ Geometridae.